# Station Klepacze
Station Klepacze is een spoorwegstation in de Poolse plaats Klepacze.